# Paul Hanlon
Paul Hanlon, né le 20 janvier 1990 à Édimbourg, est un footballeur international écossais. Il joue au poste de latéral gauche.

## Carrière
Paul Hanlon reçoit 23 sélections avec les espoirs écossais.
Avec le club d'Hibernian, il participe à la Ligue Europa et à la Coupe Intertoto.
Il remporte la Coupe d'Écosse en 2016, alors que le club évolue pourtant en deuxième division.

## Palmarès
- Hibernian FC
  - Vainqueur de la Coupe d'Écosse en 2016
  - Champion de la D2 en 2016-2017
  - Finaliste de la Coupe d'Écosse en 2021
  - Finaliste de la Coupe de la Ligue écossaise en 2021